# Baía Ponce de Leon

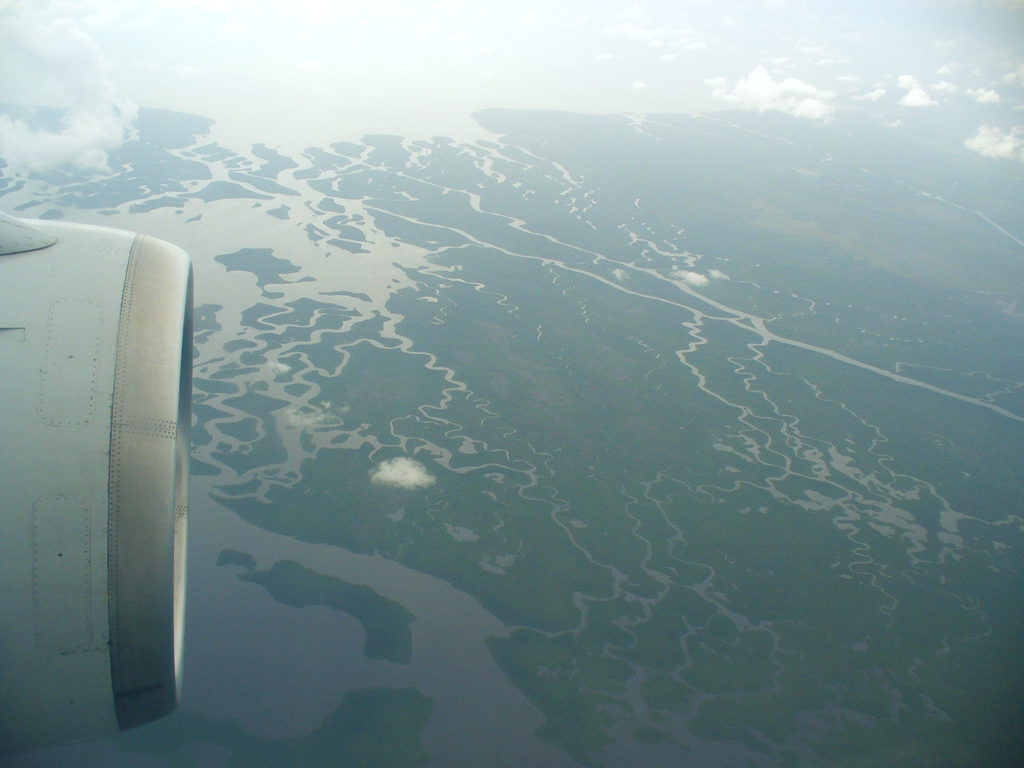
A Baía Ponce de Leon está, nesta fotografia, na parte superior.

A Baía Ponce de Leon (em inglês:  Ponce de Leon Bay) é uma baía no Golfo do México, sudoeste da Flórida, Estados Unidos, a noroeste do Cabo Sable no Parque Nacional Everglades. Recebeu o seu nome a partir de Juan Ponce de León, explorador europeu, o primeiro a atingir a Flórida.